# لاكار (بحيرة)
بحيرة لاكار (بالأسبانية Lago Lácar) هي بحيرة تقع في بحيرة نيوكوين في الأرجنتين.
وهي محاطة بسلسلة جبال الأنديز، على ارتفاع 630 متر فوق مستوى سطح البحر. وتعتبر المنطقة المحيطة بالبحيرة غير مأهولة في الغالب باستثناء مدينة سان مارتن دي لوس أنديس التي تقع على ساحلها الشمالي الشرقي.
تبلغ مساحة البحيرة 55 كم مربع، ويبلغ عمقها 167 متر.